# Мусафірова Ольга Дем'янівна
Мусафірова Ольга Дем'янівна (нар. 19 жовтня 1957, містечко Гайсин Вінницької області, Українська РСР) — українська журналістка, власний кореспондент «Новой газеты» в Україні, працює в Києві.

## Біографія
Ольга Мусафірова народилася 1957 року в містечку Гайсин Вінницької області. Її мати працювала в місцевій школі вчителькою російської мови та літератури, тому з дитинства більше говорила російською мовою. Батько викладав історію та суспільствознавство.
Після закінчення Гайсинської середньої школи номер один вступила до Київського держуніверситету (1975—1980) на факультет журналістики, який закінчила з червоним дипломом. Дипломну роботу захищала за текстами дисидента, письменника, кінодраматурга і журналіста Анатолія Стріляного. 2010 року Мусафірова зробила репортаж «Стреляный на свободе» з його рідного села Рябина та селища Велика Писарівка, який опублікувала «Комсомольська правда в Україні».

## Журналістська діяльність
Працювала в обласній «молодіжці» «Комсомолец Донбасса» (1980—1983), в республіканській газеті «Комсомольськое знамя» (1983—1989), в 1989 перемогла у професійному конкурсі, ставши власним кореспондентом у Києві газети «Комсомольская правда».
В «Комсомолці» працювала понад 20 років, звільнилася за власним бажанням в 2011-му, оскільки була незгодна з редакційною політикою щодо України.
|  | Журналістка про свою діяльність у «Комсомольській правді»: «Великою мірою мій перехід у спілкуванні на українську був політичний. Навіть, коли ще працювала у «Комсомольській правді» і приїжджала на поверх, спілкувалася з колегами, і кілька разів, коли виникали професійні конфліктні ситуації і я півсвідомо, а може і свідомо, переходила на українську і бачила – круглі очі. І відповідала: так це моя рідна мова і в побуті я спілкуюся українською». |

2006 року була у відрядженні в Ізраїлі через загострення палестинсько-ізраїльського конфлікту, 2008 року — у Грузії.
У 2011 році її запросили до співпраці з російським незалежним виданням «Новая газета» як кореспондентку в Україні, там вона пропрацювала до повномасштабного російського вторгнення в Україну, бо видання закрили в Росії. Колишні журналісти «НГ», які виїхали з Росії, запустили юридично окреме видання у Латвії — «Новая газета. Европа», де Мусафірова працює станом на 2025 рік.
|  | Ольга Мусафірова про свою діяльність у «Новой газете»: «Тоді мені так було класно, що мені хотілося кожні три місяці туди їздити тому що... Я без перебільшення мабуть скажу, що все, що залишилося в російській журналістиці чесного, воно сконцентровано в «Новой».». |

## Нагороди
- лауреатка премії «Золоте перо» НСЖУ[8];
- переможниця першого міжнародного конкурсу «Найкращий за професією» у Москві (2011)[9].

## Громадська діяльність
- членкиня Спілки журналістів України

|  | Ольга Мусафірова про майбутні російсько-українські відносини: «Якщо станеться те, про що мріяла покійна Валерія Новодворська, і Росія розпадеться на кілька маленьких не ядерних мирних держав, то ми зможемо, я думаю, знаходити собі там ділових партнерів. Може, навіть, в якомусь людському вимірі підтримувати стосунки. Але в нинішньому вимірі з імперською Росією не може бути жодних стосунків.». |

## Особисте життя
Одружена із Володимиром Борейком. Син Дмитро служить у ЗСУ.

## Виноски
1. ↑  https://detector.media/community/article/84212/2013-08-19-olga-musafirova-naytyazhche-vidchuvaty-sebe-v-ukraini-inozemnym-korespondentom/
2. ↑  Випуск 1980 року. Стаціонар. 23 вересня 2019. Процитовано 8 лютого 2025.
3. ↑  Діана Дуцик (4 вересня 2014). Ольга Мусафірова: Нам потрібно продовжувати комунікацію з невеликими осередками демократичної преси, які залишилися в Росії. Процитовано 8 лютого 2025.
4. 1 2  Леся Карлова (11 липня 2015). Ольга Мусафірова: «В моїй особі бачать усю російську журналістику». Процитовано 8 лютого 2025.
5. 1 2 3  Ольга Мусафірова, власний кореспондент «Новой газеты» Запорука успіху України в тому, щоб не мати справу з росіянами. Архів оригіналу за 15 липня 2019. Процитовано 15 липня 2019.
6. 1 2 3  Журналістка Ольга Мусафірова: «Менш за все я хотіла бути в ролі жертви, яка волає, як їй страшно». 30 березня 2023. Процитовано 8 лютого 2025.
7. ↑  Ольга Мусафирова, собкор «Новой газеты Европа» в Украине. Процитовано 8 лютого 2025.
8. ↑  Крым не отдал бы (PDF) (рос.). Настоящий президент. 2014. с. 3. Процитовано 8 лютого 2025.
9. ↑  Казахстанские журналисты — в числе лауреатов и победителей конкурса «Лучший в профессии» в Москве [Архівовано 15 липня 2019 у Wayback Machine.](рос.)